# Masné krámy (České Budějovice)
Masné krámy jsou vyhlášená restaurace a bývalý objekt k prodeji masa v Českých Budějovicích. Nacházejí se v Krajinské ulici č. p. 13 a jsou kulturní památkou České republiky. 

## Historie

### Prodej masa
Původní masné krámy v Českých Budějovicích byly postaveny zřejmě v prvních desetiletích 14. století na dnešním náměstí Přemysla Otakara II. (tehdejším Rynku). 

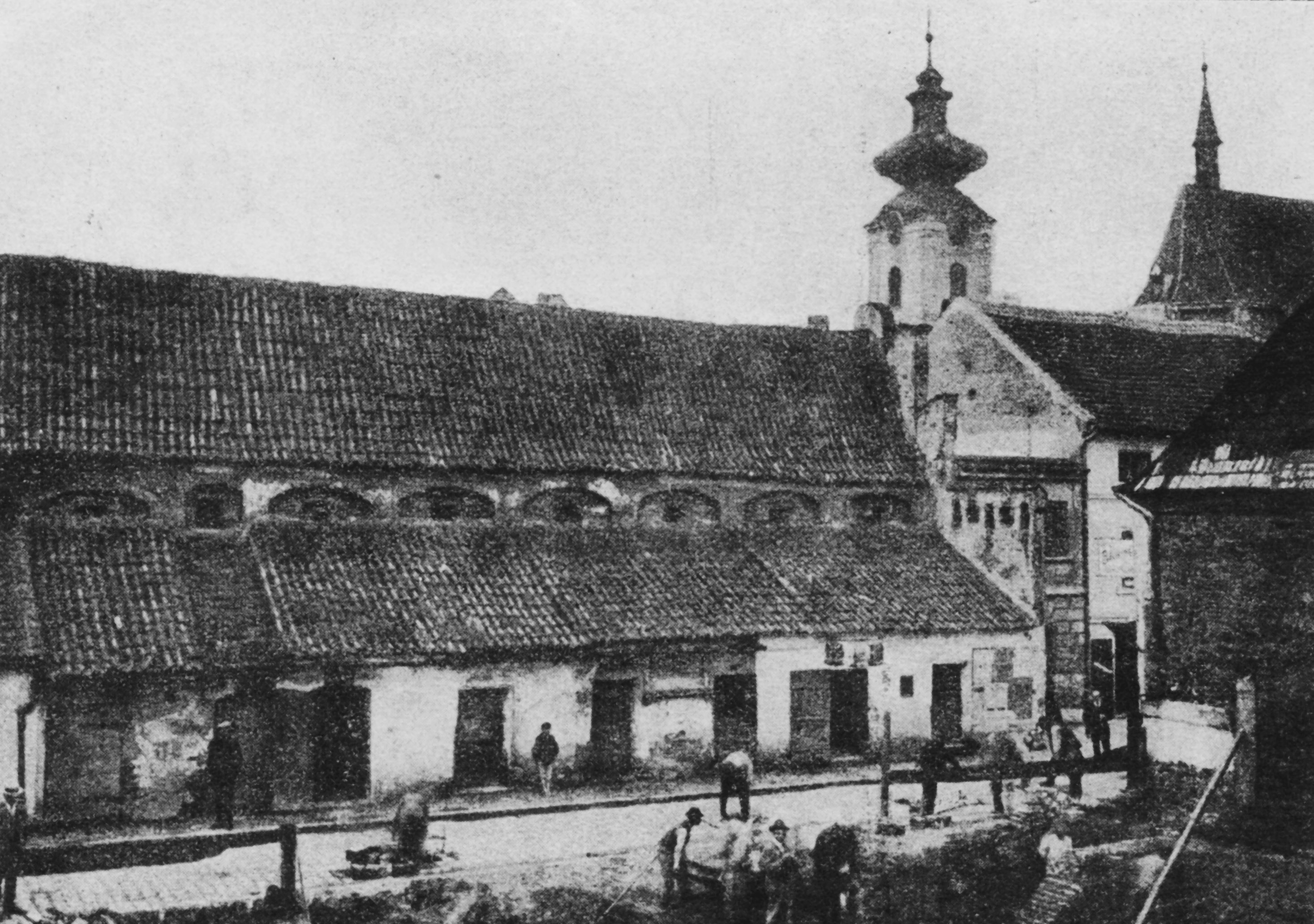
Nasné krámy kolem roku 1911 (pohled od zbořeného Ettmayerova domu)

První písemná zmínka o nich pochází z 24. června 1336. Později byly přesunuty do dnešní Krajinské ulice a v roce 1554 byla pro ně postavena kamenná nárožní budova bazilikální dispozice s renesančním západním průčelím s ústupkovým štítem, která se zachovala dodnes. Původnímu účelu sloužily až do roku 1899.

### První polovina 20. století
V 1. polovině 20. století chtělo město České Budějovice objekt masných krámů od původních majitelů vykoupit, zbourat a na uvolněném místě postavit tržnici, což se nepodařilo. Objekt sloužil již jen ke skladování a k drobnému prodeji různého zboží.

### Restaurace

#### Období let 1954 až 2002

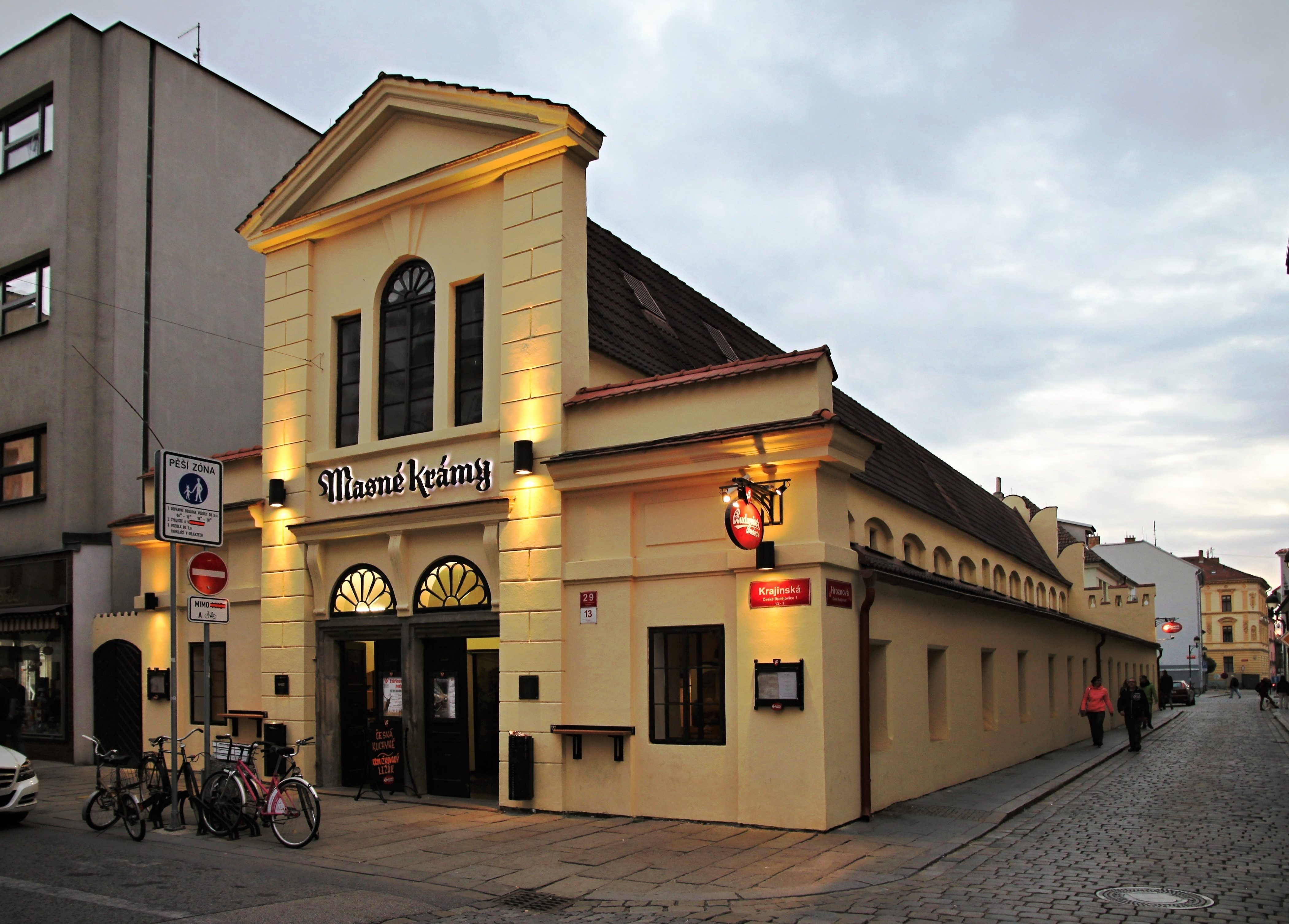
Večer před restaurací

Po roce 1945 byla znovu zvažována demolice budovy masných krámů. Od tohoto záměru bylo ustoupeno, v letech 1953 až 1954 proběhla přestavba podle projektu architekta Jaroslava Fidry a 1. října 1954 zde byla otevřena stejnojmenná restaurace, která se stala jedním z novodobých symbolů města. V letech 1954 až 2002 byla kuchyně restaurace Masné krámy v sousedním domě Hroznová čp. 488. V srpnu 2002 byla restaurace vážně zasažena povodní a v září téhož roku se ukázalo, že bude zapotřebí celkové rekonstrukce objektu, a proto byla restaurace z rozhodnutí hygienika uzavřena.

#### Období od roku 2002
Vzhledem ke složitým majetkovým vztahům a komplikovanému jednání mezi četnými majiteli a nájemci došlo k jejímu znovuzprovoznění až po pěti letech. Vzhledem k tomu, že nedošlo k dohodě s vlastníkem domu Hroznová čp. 488, byla kuchyň restaurace zřízena v části bývalých masných krámů, čímž došlo ke zkrácení haly.
Po rekonstrukci byla restaurace slavnostně otevřena 5. prosince 2007. V interiéru restaurace je dosud patrné členění na bývalé krámky řezníků. Je zde hlavní sál s klimatizovanými a ozvučenými boxy se 170 místy k sezení. Pivnici provozuje Budějovický Budvar, točí se zde kroužkovaný ležák, tmavý ležák a desítka. Restaurace patří patnácti spolupodílníkům - mj. městu České Budějovice a Budějovickému Budvaru.
Nejznámějším hostem restaurace Masné krámy je Václav Havel, který v Českých Budějovicích v letech 1957–1959 vykonával základní vojenskou službu a který Masné krámy v roce 2008 navštívil znovu.